# Vicenç Navarro
Vicenç Navarro López, est un médecin, sociologue et politologue espagnol, né à Gironella, Barcelone, le 1er novembre 1937. Il est expert en économie politique et politique publique, a été professeur d'économie appliquée à l'Université de Barcelone, est professeur de sciences politiques et sociales à l'université Pompeu-Fabra et à l'université Johns-Hopkins de Baltimore, et docteur honoris cause du département économie et entreprise de l'université de Lérida et de l'Université de Malaga,.

## Biographie
Il est né le 1er novembre 1937 en Gironella, dans la province de Barcelone.
Vicenç Navarro obtient sa licence en médecine et chirurgie à l'Université de Barcelone en 1962. Il s'exile de l'Espagne lors de la lutte antifranquiste, et passe par des universités suédoises (Upsala et Stockholm) où il étudie l'économie politique, anglaises (London School of Economics, Oxford et Édimbourg) où il étudie les politiques publiques et sociales, et américaines (Université Johns-Hopkins) où il obtient son doctorat en politiques publiques et sociales en 1967, où il a ensuite été nommé professeur de politiques sanitaires et sociales, politiques publiques et études politiques en 1977.
Il a été conseiller de l'Organisation des Nations unies, de l'Organisation mondiale de la santé et pour le gouvernement de plusieurs pays, dont le gouvernement chilien d'Unité Populaire présidé par Salvador Allende, le gouvernement du Cuba (sur la réforme sanitaire), le gouvernement social-démocrate suédois, de divers gouvernements américains (dont celui de Bill Clinton et le Congrès des États-Unis. En 1992 Hillary Clinton, responsable du groupe de travail chargé de réaliser la réforme sanitaire, l'a invité à travailler à la Maison Blanche en 1993,.
En Espagne il a été professeur d'économie appliquée à l'Université de Barcelone. Il est aujourd'hui professeur de sciences politiques et sociales à l'Université Pompeu-Fabra de Barcelone, professeur de politiques publiques à l'Université Johns-Hopkins de Washington D. C. où il dirige le programme en politiques publiques et sociales.
Il dirige l'Observatoire social de l'Espagne.
Il est recteur émérite de l'Université progressiste d'été de la Catalogne (Universitat Progressista d'Estiu de la Catalogne).
Lors des élections au Parlement de la Catalogne de septembre de 2015, il a annoncé qu'il fermerait la liste de Catalunya que es Pot pour la circonscription de Barcelone.

## Prix
- 2013 - Médaille Stebbins attribuée au meilleur professeur de l'année de l'Université Johns-Hopkins[9].

## Pensée économique
Vicenç Navarro s'inscrit dans la mouvance du marxisme occidental et du socialisme démocratique, en basant son idéologie sur une redéfinition de l'économie marxiste, ce que le mène à être critique vis-à-vis du capitalisme libéral et de la social-démocratie keynésienne.

## Publications
- Navarro López, Vicenç (2002), The Political Economy of Social Inequalities. Consequences for Health and Quality of Life.
- Navarro López, Vicenç (2003), L'état de Bien-être en Espagne.
- Navarro López, Vicenç (2003), L'état de Bien-être en Catalogne.
- Navarro López, Vicenç (2004), Political and Economic Determinants of Population Health and Well-Being. Baywood (with C. Muntaner).
- Navarro López, Vicenç (2004), The Political and Social Context of Health. Baywood.